# Andrássy út

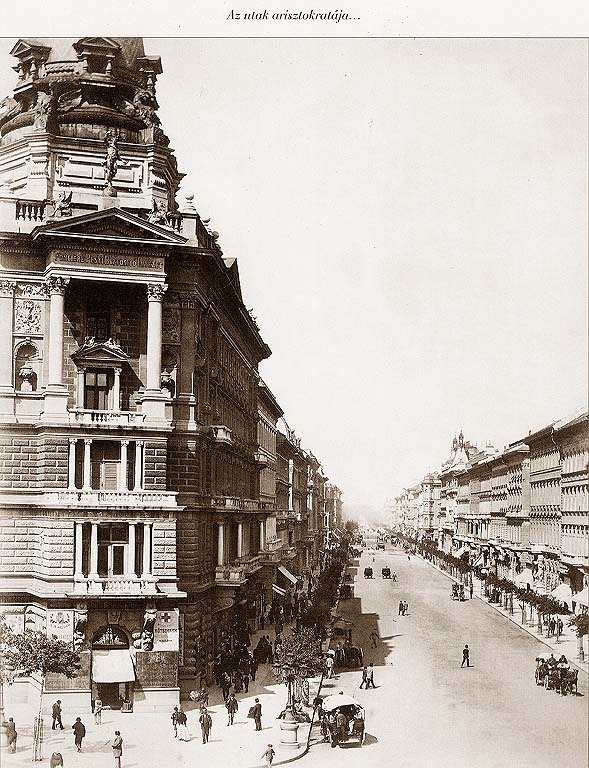
Andrássy út anno 1896

Die Andrássy út (deutsch Andrássystraße) ist die berühmteste Prachtstraße in Ungarns Hauptstadt Budapest. Sie verbindet auf rund 2,3 Kilometern Länge die Innenstadt mit dem Heldenplatz bzw. dem Stadtwäldchen. Angelegt wurde sie in den Jahren 1871–1876 auf Initiative Lajos Kossuths und Gyula Andrássys mit zahlreichen Palais und Villen im Stil der Neorenaissance. Der Straßenzug wurde zusammen mit der unter der Straße verlaufenden Földalatti, der ältesten U-Bahn auf dem europäischen Festland, 2002 zum UNESCO-Weltkulturerbe ernannt.

## Name
Nach Eröffnung am 20. August 1876 wurde die Straße Sugárút (deutsch: Radialstraße) genannt. Erst 1885 bekam sie noch zu Lebzeiten des Revolutionärs und späteren Ministerpräsidenten Gyula Andrássy (1823–1890) den heutigen Namen Andrássy út. Nach Entstehen der kommunistisch-sozialistischen Volksrepublik 1949 wurde sie nach Josef Stalin (1878–1953) in Sztálin út umbenannt. Im Zuge der Entstalinisierung erhielt sie 1956 für eine kurze Dauer den Namen Magyar ifjúság útja (Straße der Ungarischen Jugend) und wurde im Folgejahr in Népköztársaság útja (Straße der Volksrepublik) umbenannt. Nach der politischen Wende 1989 bekam die Straße wieder ihren alten, gewohnten Namen.

## Geschichte

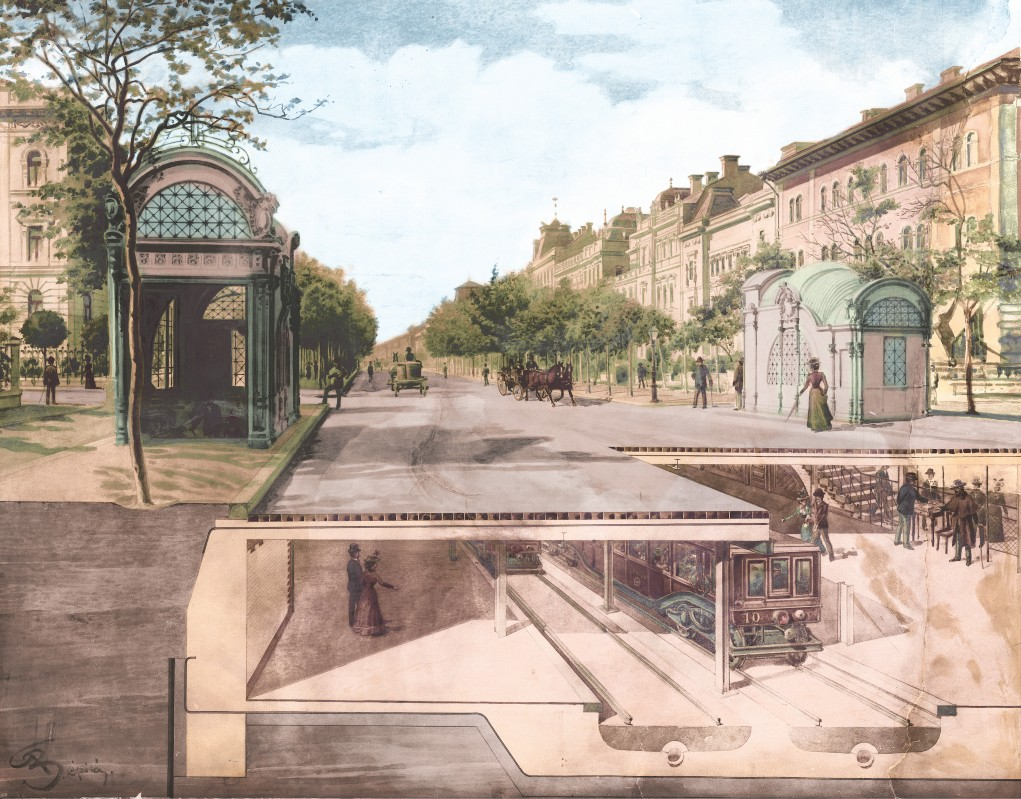
Querschnitt durch die Straße

Bis in das 19. Jahrhundert galt die parallel zur Andrássy út verlaufende Király utca als Hauptstraße des VI. Bezirks Terézváros von Budapest. Die relativ enge Király utca schaffte es jedoch ab Mitte des 19. Jahrhunderts nicht mehr, den anwachsenden Verkehr zu bewältigen.
In der Zeitung Pesti Hírlap erschien 1841 in Lajos Kossuths Aufsatz Was benötigt die Stadt Pest, um den Grundstein für eine Hauptstadt zu legen? die Idee einer mit Bäumen bepflanzten Allee zwischen Stadtzentrum und Stadtwäldchen. „Was wäre für die Budapester schöner und gemütlicher, als von der Kettenbrücke bis zum Stadtwäldchen zwischen schattigen Baumreihen wie in einem Park zu spazieren oder kutschenfahren und der engen Király utca mit ihrer langweiligen, nicht enden wollenden Häuserfront auszuweichen.“

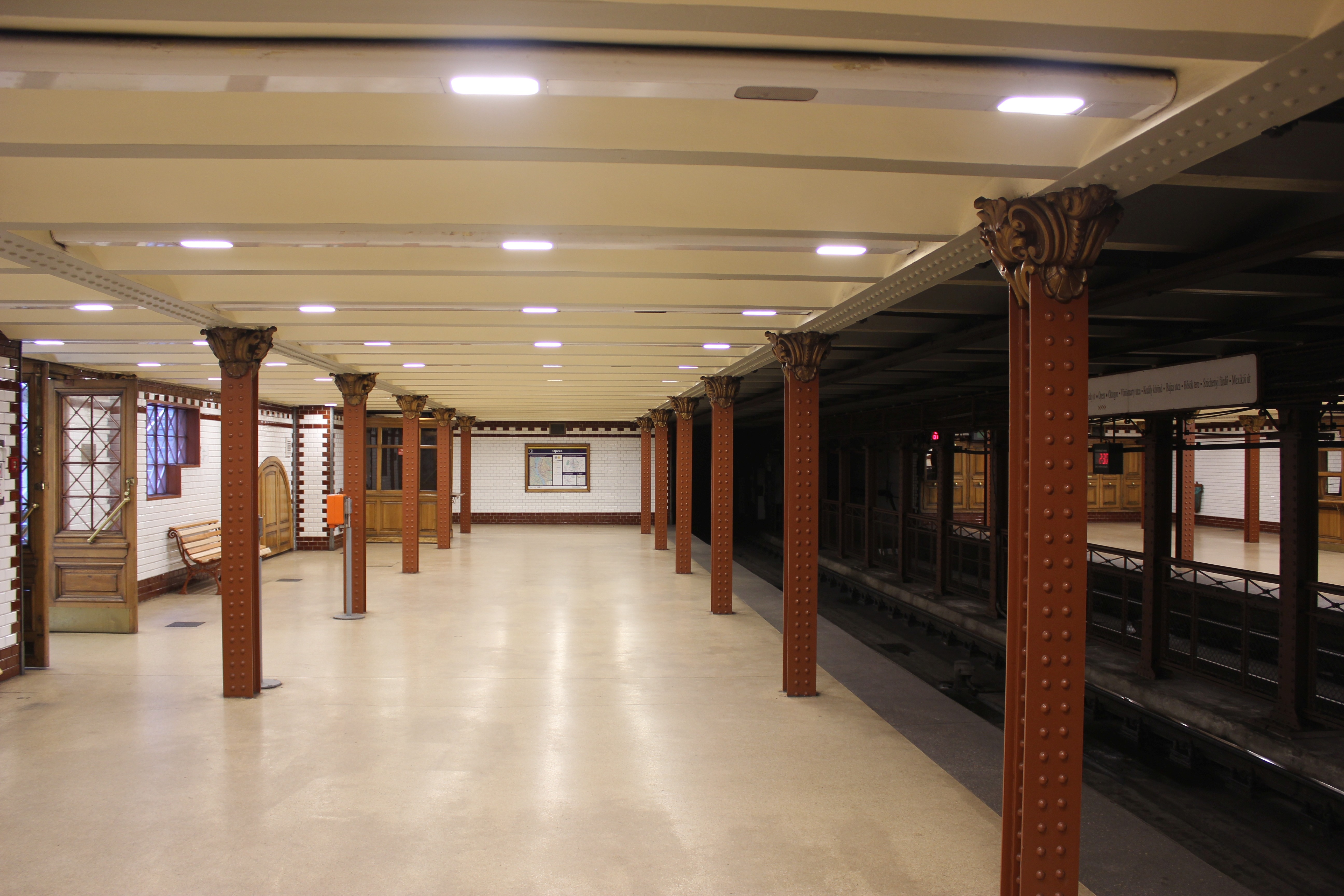
Station Opera der Földalatti

Ministerpräsident Gyula Andrássy nahm die Idee erneut auf, wobei es jedoch wegen der fehlenden Anbindung zum höheren Straßennetz zu Widerstand im Parlament kam. Erst im Dezember 1870 konnte das Parlament im 60. Gesetzesblatt das notwendige Budget für die Errichtung der Straße beschließen. Die Verbindung mit der Kettenbrücke war jedoch nicht mehr möglich, da dazwischen die St.-Stephans-Basilika erbaut wurde, deren Abriss nicht in Frage kam.
So begannen bereits 1871 die Bauarbeiten, die von Frigyes Podmaniczky, dem Vizepräsidenten des Hauptstädtischen Baurats, geleitet wurden. Im selben Jahr beschloss die Regierung auch die Errichtung der Großen Ringstraße (Nagykörút). Beide großen Prachtstraßen sollten sich am achteckigen, weit öffnenden Platz Oktogon schneiden.
Der Straßenverlauf war bald hergestellt, die Errichtung der Häuser ging schleppend voran. Viele alte bestehende Gebäude mussten zu Beginn der Bauarbeiten abgerissen werden, weshalb rund 10.000 Bewohner zwischenzeitlich obdachlos wurden. Nach den ursprünglichen Plänen sollte die Errichtung der Straße von 1872 an binnen 5 Jahren fertiggestellt sein, den umliegenden Häusern gab man eine Zeit von 10 Jahren für den Aufbau.
Als Planer und Architekten beauftragte man Miklós Ybl und István Linczbauer. Den einheitlichen Stil verdankt die Straße der gerade zu dieser Zeitepoche aufkommenden eklektischen Neorenaissance.
Die Wirtschaftskrise von 1873 verlangsamte die Bauarbeiten. Zusätzlich gaben 1876 mehrere Unternehmen ihre erworbenen Gründe zurück an die Stadt, da sie innerhalb der vertraglich festgesetzten Fristen ihre Bauten nicht errichten konnten. Eine neue breite Bauwelle begann, wobei es sich hierbei nicht mehr um Finanzunternehmer handelte, sondern vielmehr um die Mittel- und Oberschicht sowie den Hochadel. Sie bauten besonders im äußeren Teil jenseits der Ringstraße, der mit Villen locker verbaut wurde.
In der Höhe der heutigen Oper stand auf sumpfigem Grund eine Csárda mit zweifelhaftem Ruf, welche die Bauarbeiten für die Straße lange behinderte. Es gelang schließlich auch jenes Grundstück für die Errichtung der Straße zu enteignen.
Der ursprüngliche Straßenbelag bestand aus Holzpflaster, um die Hufe der Pferde zu schonen.
Mit den herannahenden Millenniumsfeierlichkeiten im Jahre 1896 kam die Frage nach einem Massenverkehrsmittel zwischen dem Stadtzentrum und dem Stadtwäldchen auf, wo im Rahmen der Feiern neue Bauobjekte errichtet wurden und mit größerem Besucheransturm gerechnet wurde. Man entschloss sich aufgrund der Anregung des Generaldirektors der Straßenbahngesellschaft Budapesti Villamos Városi Vasút (BVVV), Mór Balázs, für die Errichtung einer unterirdischen Bahn, die innerhalb von einer Rekordzeit von zwei Jahren errichtet wurde.

## Gliederung

Gliederung

Die Andrássy út lässt sich in drei Abschnitte gliedern:
- Deák Ferenc tér – Oktogon: Allee mit Boulevardcharakter, geschlossene Bauweise mit drei- bis vierstöckigen Zinshäusern.
- Oktogon – Kodály körönd: Geschlossene Bauweise, aber nicht mehr so hoch. Hier befinden sich auch zwei mit Bäumen gesäumte Nebenfahrbahnen.
- Kodály körönd – Hősök tere: Die Straße wird noch breiter und ist von Palästen und Villen sowie Gärten in offener Bauweise umgeben.

## Bedeutende Gebäude
- Nr. 2: Palais Fonciére, Versicherungsgebäude
- Nr. 3: Palais Saxlehner, bis 2012 befand sich dort das Budapester Postmuseum
- Nr. 10: Palais Stern, Bürogebäude
- Nr. 11: Palais Ullmann, Büro- und Wohngebäude
- Nr. 12: Palais Krausz, ehemaliger Sitz der Budapester Polizei
- Nr. 20: Palais Gomperz, erbaut 1879–1881, heute Botschaft von Ecuador
- Nr. 22: Staatsoper, erbaut 1875–1884
- Nr. 24: Palais Deutsch-Lewy, ehemaliger Sitz des Goethe-Instituts
- Nr. 25: Palais Drechsler, ehemaliges Balettinstitut
- Nr. 29: Művész Kávéház, traditionelles Künstler-Kaffeehaus gegenüber der Oper
- Nr. 39: Divatcsarnok, Warenhaus
- Nr. 52: Palais Haggenmacher, denkmalgeschütztes Stadtpalais
- Nr. 60: Haus des Terrors, heute Museum, vormals das Hauptquartier der Staatspolizei
- Nr. 69: Budapest Bábszínház, eines der größten Puppentheater Europas
- Nr. 70: Lukács Cukrászda, alte bekannte Konditorei
- Nr. 71: Ungarische Akademie der Bildenden Künste
- Nr. 74: Kolibri Színház, Kinder- und Jugendtheater
- Nr. 87: Zoltán-Kodály-Gedenkhaus
- Nr. 101: Villa Schanzer, ehemaliger Sitz des Verbandes der Ungarischen Journalisten
- Nr. 103: Hopp-Ferenc Ostasiatisches Kunstmuseum
- Nr. 123: Türkische Botschaft

## Galerie

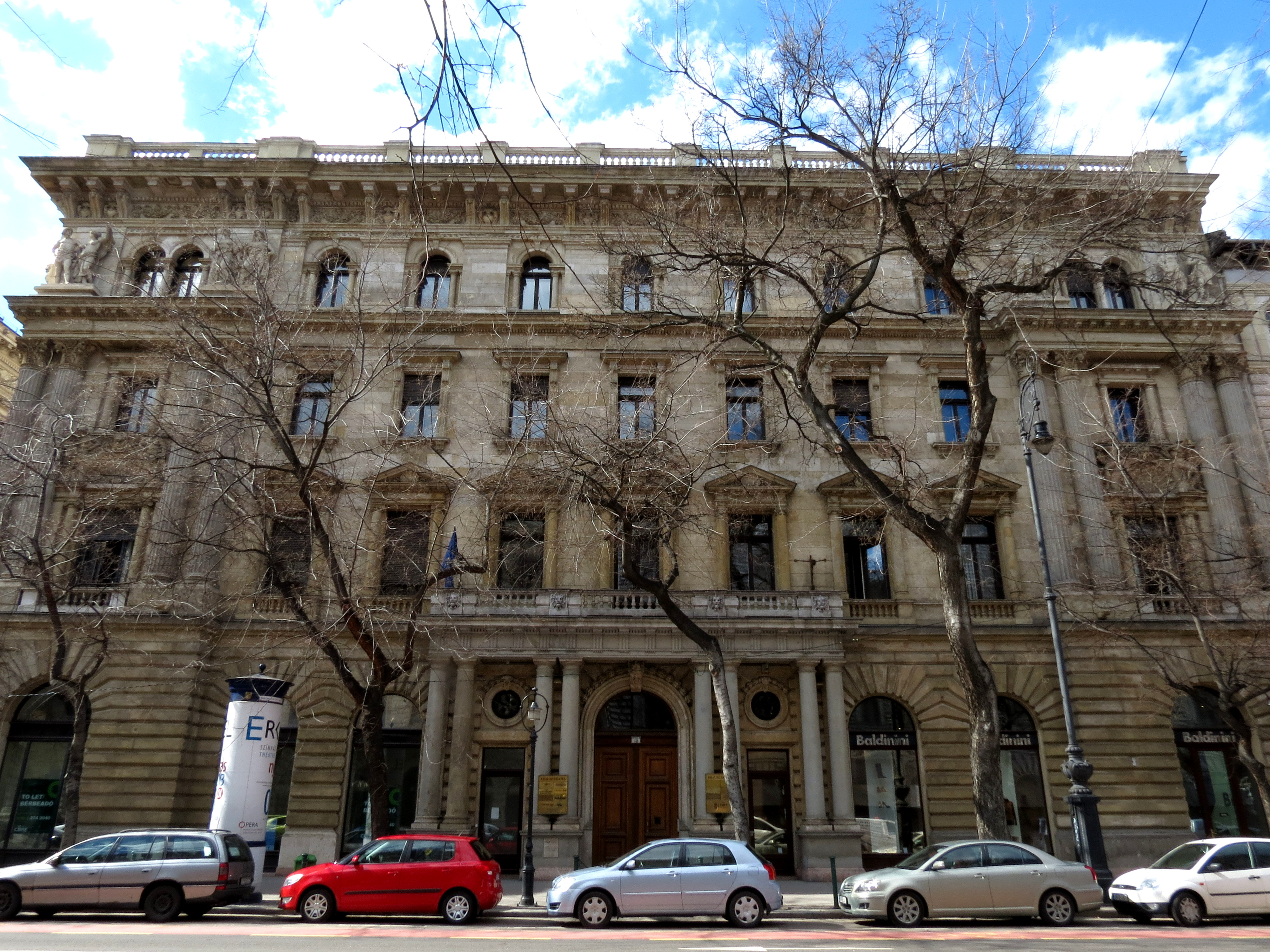
Palais Krausz (Nr. 12)
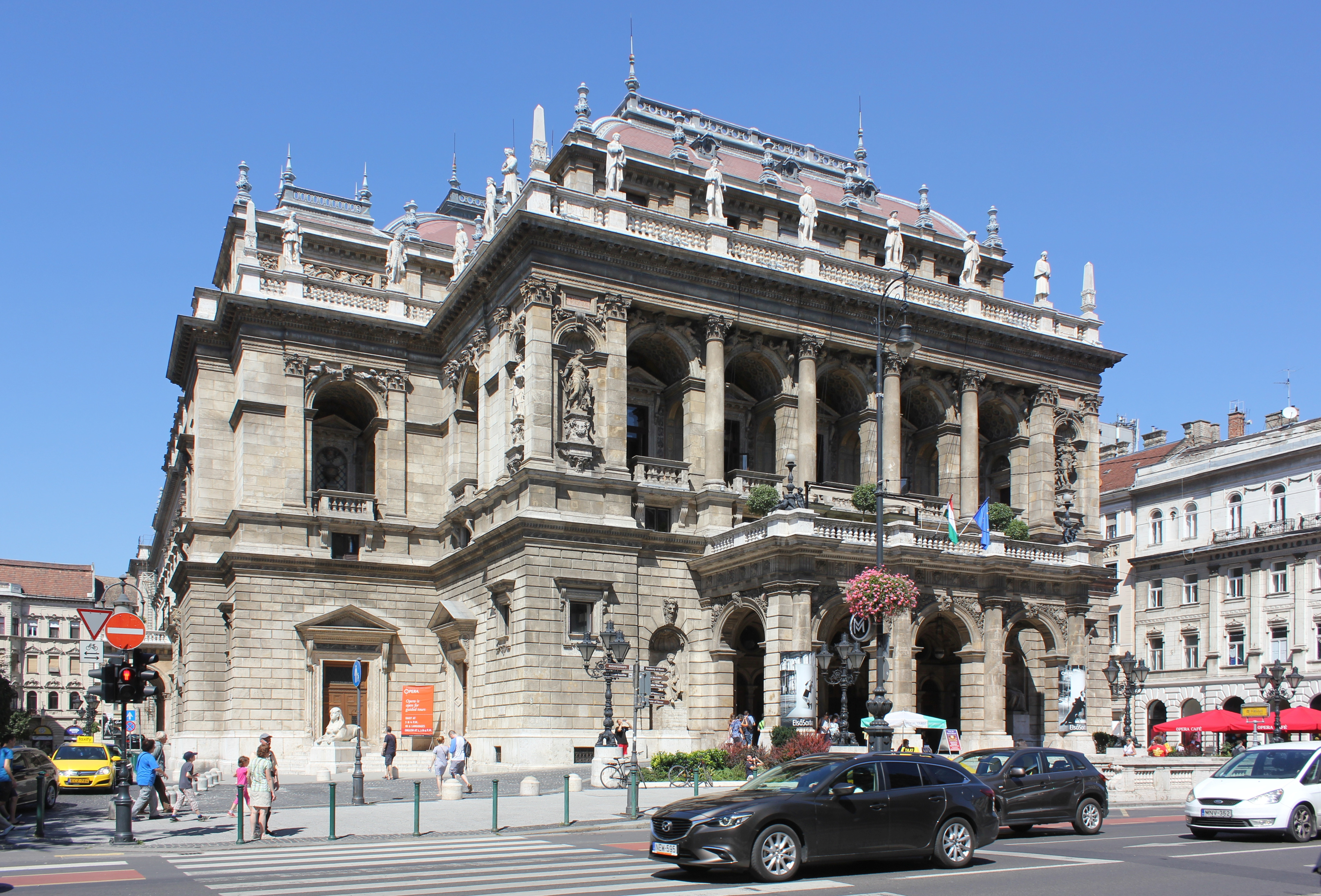
Staatsoper (Nr. 22)
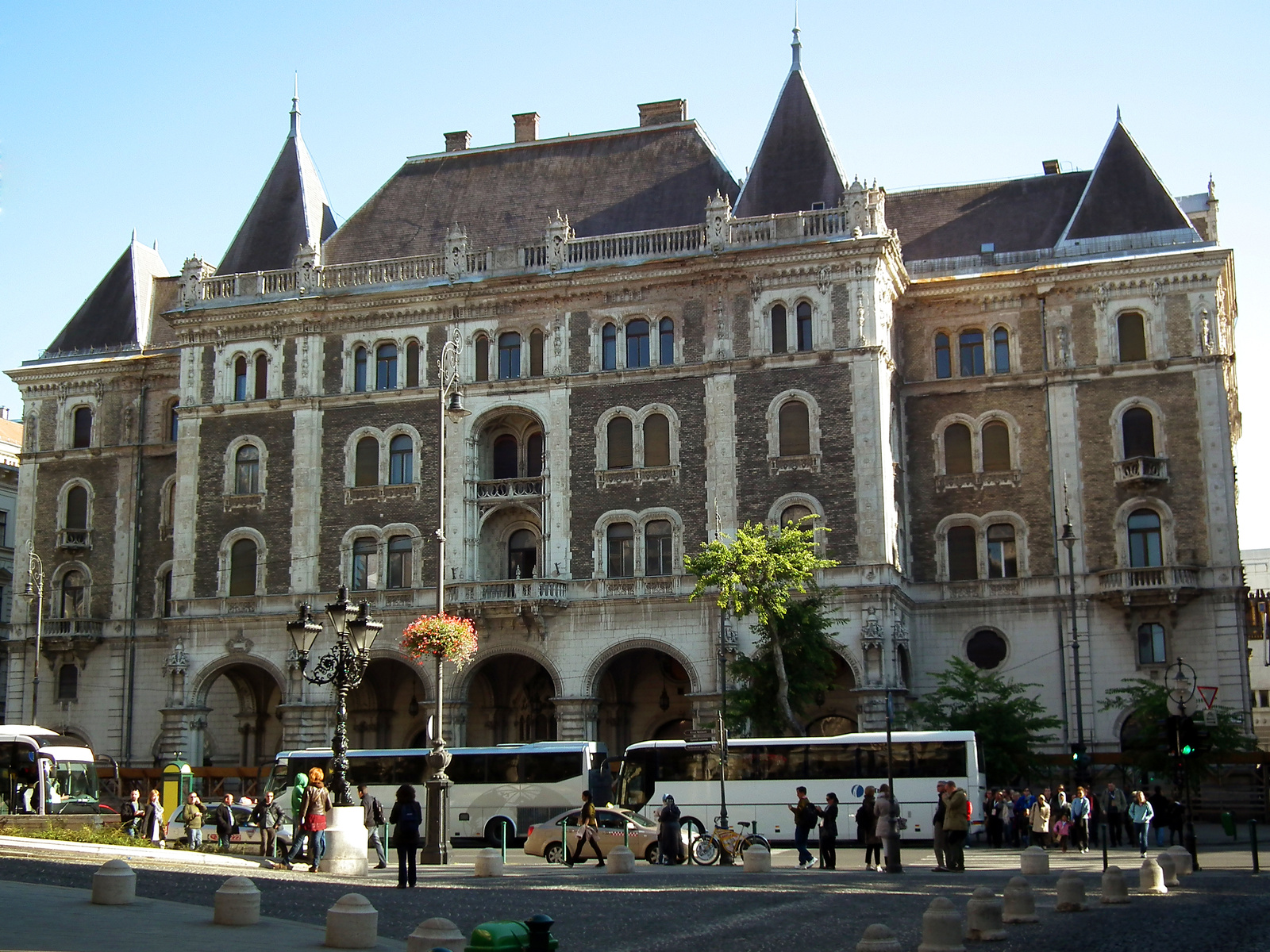
Palais Drechsler (Nr. 25)
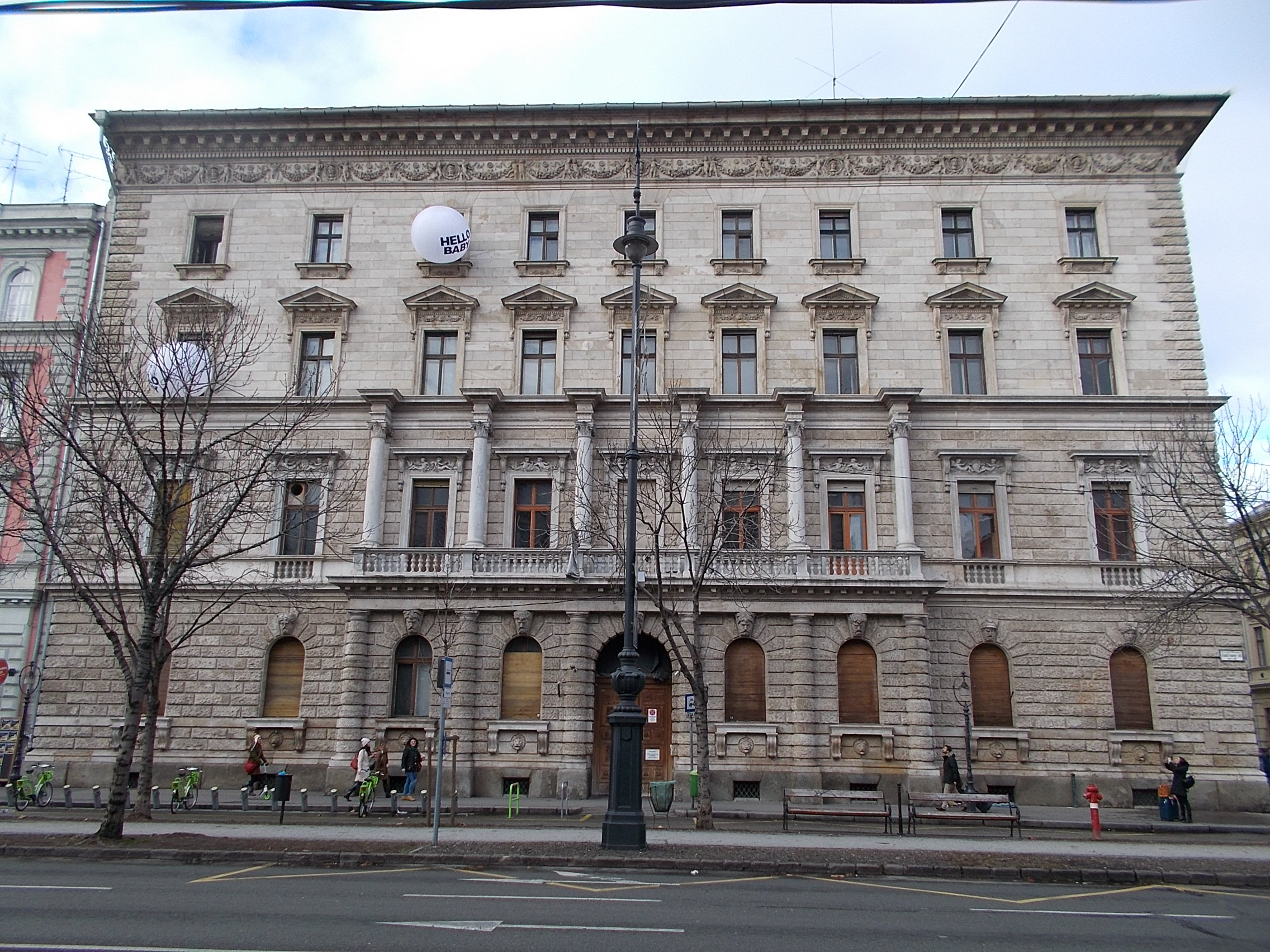
Palais Haggenmacher (Nr. 52)
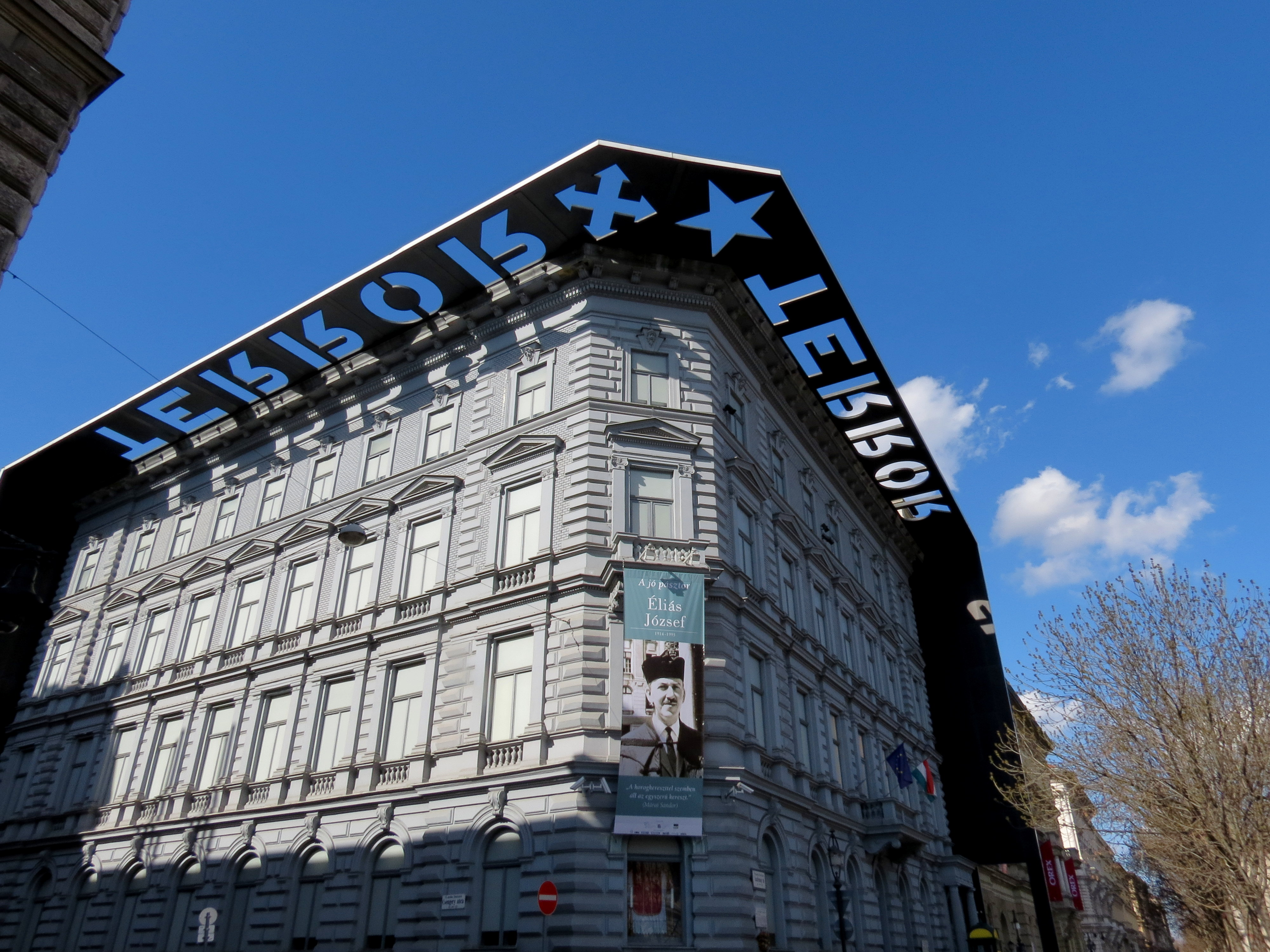
Haus des Terrors (Nr. 60)
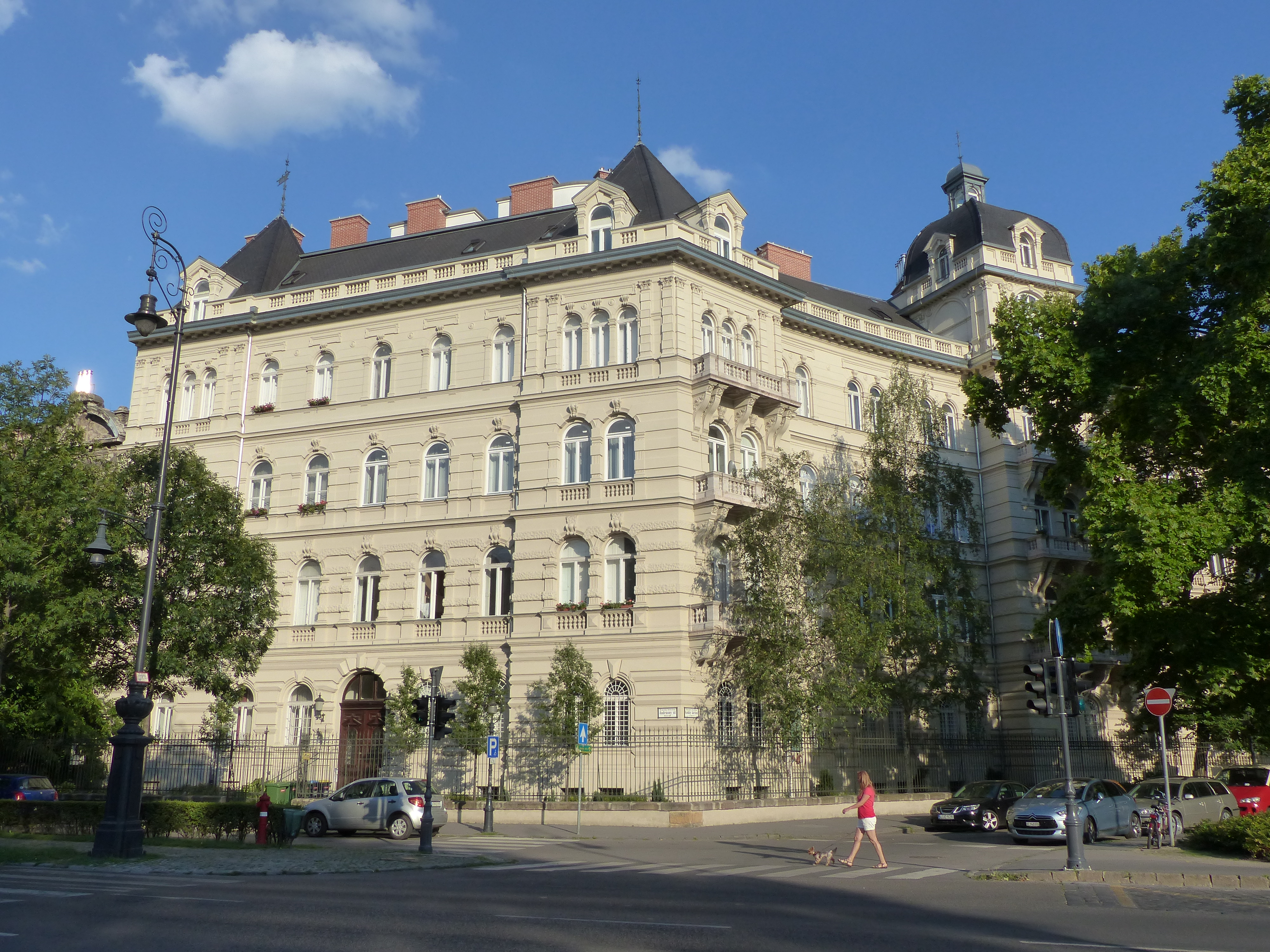
Zoltán Kodály Gedenkhaus (Nr. 87)
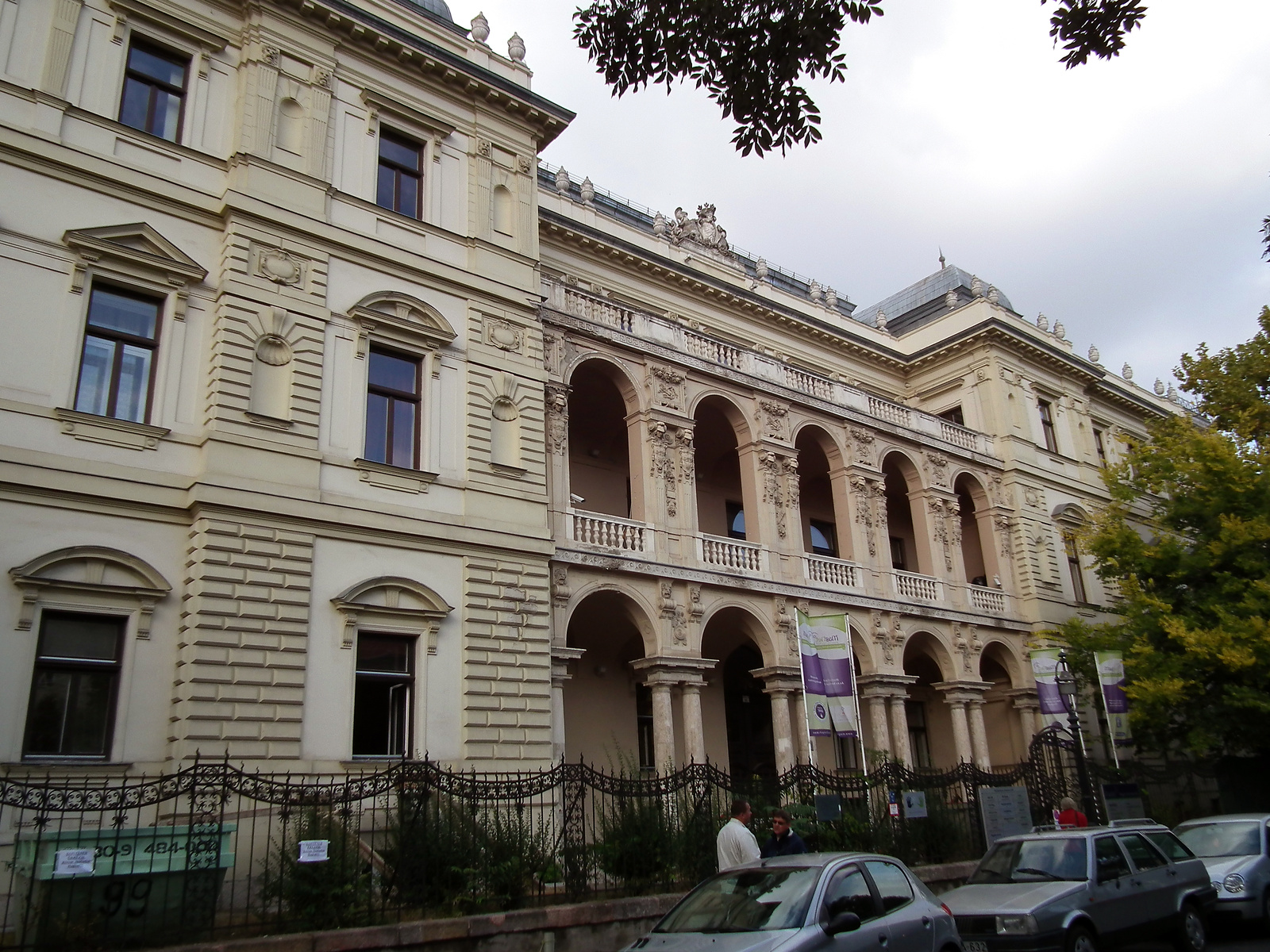
Palais Pallavicini (Nr. 98)